# Sherfield English
Sherfield English est une paroisse civile et un village du Hampshire, en Angleterre.